# Handball au Qatar
Cet article relate l'histoire du handball au Qatar.

## Histoire
L'Association qatarienne de handball est membre de l'IHF depuis 1978.
L'équipe du Qatar de handball fait sa première apparition sur la scène internationale en 1983 lors du championnats d'Asie organisé en Corée du Sud. Elle remporte sa première médaille en 2002 lors de la finale des championnats d'Asie en Iran, qu'elle perd face au Koweït.
Au début des années 2000, le club de l'Al-Sadd SC, basé à Doha, réussit à remporter quatre Ligues des champions d'Asie consécutives de 2000 à 2003 et parvient à remporter l'IHF Super Globe en 2002. Organisée par le Qatar à Doha, l'Al-Sadd SC termine en effet premier avec quatre victoires, ayant notamment battu les champions d'Europe du SC Magdebourg sur le score de 35 à 32. Depuis 2010, le Qatar organise annuellement la compétition mais n'a plus remporté de titre.
Le 27 janvier 2011, le Qatar surprend en obtenant l'organisation des championnats du monde de handball 2015,. L'année suivante, en 2012, la sélection atteint de nouveau la finale des championnats d'Asie mais perd face à la Corée du Sud alors que l'Al-Rayyan SC remporte sa première Ligue des champions de l'AHF, qu'il ne parviendra pas à conserver au profit d'El Jaish SC, autre club qatari. 
À partir de 2013, le Qatar, qui ne compte que quelques centaines de handballeurs licenciés, commence à faire appel à des joueurs naturalisés, notamment d'Europe de l'Est, pour pourvoir sa sélection nationale. Ceux-ci, attirés par d'importants salaires et sans avenir au sein de leur sélection d'origine, peuvent en effet intégrer l'équipe qatarie après naturalisation s'ils n'ont pas été sélectionnés par un autre pays au cours des trois années précédentes. C'est aussi en 2013 que Valero Rivera devient sélectionneur du Qatar. L'arrivée à la tête du projet de l'ancien entraîneur du FC Barcelone (1983 - 2003) et de l'équipe d'Espagne (2003 - 2008) convaincra de nombreux joueurs à être naturalisés,. Dès l'année suivante, la sélection qatarie remporte ses premiers championnats d'Asie face au Bahreïn, pays organisateur.
En 2015, le Qatar organise les championnats du monde à Doha et Lusail. Seuls quatre joueurs de la sélection qatarie sur dix-sept sont natifs du pays. En phase de poule, l'équipe domine le Brésil, la Slovénie, le Chili et la Biélorussie mais bute face à l'Espagne, derrière qui elle termine deuxième du groupe. Lors de la phase finale, le Qatar élimine successivement les sélections autrichienne, allemande et polonaise, avant d'être opposée en finale à l'équipe de France, championne d'Europe en titre.

### Repères historiques
- 1978 : l'Association qatarienne de handball est membre de l'IHF[1].
- 1983 : première participation de l'équipe du Qatar de handball lors des championnats d'Asie.
- 2002 : l'Al-Sadd SC remporte la Coupe du monde des clubs 2002 à domicile.
- 2002 :  premier podium international à l'occasion du championnat d'Asie en Iran
- 2015 : le Qatar organise le Championnat du monde masculin de handball 2015 et signe son premier podium mondial.

## Effectif du Qatar pour leChampionnat du monde 2015
| Sélectionneur            | Sélectionneur       | Valero Rivera            | Valero Rivera | Valero Rivera | Valero Rivera      |
| N°                       | Nom                 | Date de naissance et âge | Sél. (buts)   | Club          | Autre nationalité  |
| Gardiens de but          |                     |                          |               |               |                    |
| 12                       | Danijel Šarić       | 27 juin 1977             | 0 (0)         | FC Barcelone  | Bosnie-Herzégovine |
| 16                       | Goran Stojanović    | 24 février 1977          | 15 (0)        | El Jaish SC   | Monténégro         |
| Ailiers                  |                     |                          |               |               |                    |
| 10                       | Abdulla Al-Karbi    | 10 juin 1990             | 33 (105)      | Al-Sadd SC    | -                  |
| 11                       | Abdulrazzaq Murad   | 29 juin 1990             | 59 (122)      | Al-Gharafa SC | -                  |
| 13                       | Eldar Memišević     | 21 juin 1992             | 84 (171)      | El Jaish SC   | Bosnie-Herzégovine |
| 66                       | Hamad Madadi        | 7 juillet 1988           | 38 (200)      | Lekhwiya HT   | Iran               |
| Arrières et Demi-centres |                     |                          |               |               |                    |
| 1                        | Žarko Marković      | 1er juin 1986            | 0 (0)         | El Jaish SC   | Monténégro         |
| 4                        | Hassan Mabrouk      | 27 juillet 1982          | 27 (55)       | El Jaish SC   | Égypte             |
| 7                        | Bertrand Roiné      | 17 février 1981          | 11 (35)       | Al Ahli SC    | France             |
| 9                        | Rafael Capote       | 5 octobre 1978           | 15 (51)       | El Jaish SC   | Cuba               |
| 20                       | Jovo Damjanović     | 24 décembre 1996         | 26 (34)       | El Jaish SC   | Monténégro         |
| 25                       | Kamalaldin Mallash  | 1er janvier 1992         | 28 (83)       | El Jaish SC   | -                  |
| 77                       | Hadi Hamdoon        | 5 février 1989           | 55 (167)      | El Jaish SC   | -                  |
| 86                       | Mahmoud Hassab Alla | 22 novembre 1986         | 8 (24)        | Al-Sadd SC    | Égypte             |
| 94                       | Ameen Zakkar        | 15 juin 1994             | 26 (42)       | Al Rayyan     | -                  |
| Pivots                   |                     |                          |               |               |                    |
| 19                       | Borja Vidal         | 25 décembre 1981         | 15 (38)       | Al-Qiyada     | Espagne            |
| 41                       | Youssef Benali      | 28 mai 1987              | 15 (51)       | Lekhwiya HT   | Tunisie            |